# الجائزة العالمية للرواية العربية (2013)
الجائزة العالمية للرواية العربية لعام 2013، هي الدورة السادسة من الجائزة العالمية للرواية العربية، أعلن عن قائمتها الطويلة في 6 ديسمبر 2012، والقائمة القصيرة في 9 يناير، 2013، وذلك بعد قراءة ومناقشة مستفيضة لقائمة طويلة من الروايات المشاركة، التي زادت على 133 رواية منشورة باللغة العربية، ينتمي كتابها إلى 15 بلدًا عربيًا، ومنحت الجائزة في 23 أبريل 2013، لرواية ساق البامبو للروائي الكويتي سعود السنعوسي.

## تفاصيل
أعلن في 9 يناير 2013 في تونس العاصمة، عن القائمة القصيرة وضمت ست روايات، وأعلن الفائز في أبو ظبي في 23 أبريل 2013 وهو الروائي الكويتي سعود السنعوسي عن روايته ساق البامبو وهي تسجل كأول جائزة لدولة الكويت. وضمّت القائمة الطويلة والقصيرة، الروايات التالية:
|  | منحت الجائزة في تاريخ: 23 أبريل، 2013 أعلنت القائمة القصيرة: 9 يناير، 2013 سبق لهم الوصول للقائمة القصيرة: - متوسط عمر أدباء القائمة القصيرة: - أعلنت القائمة الطويلة: 6 ديسمبر، 2012 سبق لهم الوصول للقائمة الطويلة: - الكتّاب يتوزّعون على: تسعة بلدان (القصيرة: ستة بلدان) متوسط عمر أدباء القائمة الطويلة: - إجمالي الروايات المرشحة للجائزة: 133 (15 بلدًا) | ساق البامبو ( لسعود السنعوسي) |  | المكان: أبوظبي الإمارات العربية المتحدة الحضور: - رئيس لجنة التحكيم: جلال أمين |  |

| القائمة الطويلة: |                      |                  |  |
|                  |                      |                  |  |
|                  | أصابع لوليتا         | واسيني الأعرج    |  |
|                  | تويا                 | أشرف العشماوي    |  |
|                  | حادي التيوس          | أمين الزاوي      |  |
|                  | حدائق الرئيس         | محسن الرملي      |  |
|                  | رجوع الشيخ           | محمد عبد النبي   |  |
|                  | سينالكول             | إلياس خوري       |  |
|                  | طيور الهوليداي إن    | ربيع جابر        |  |
|                  | قناديل ملك الجليل    | إبراهيم نصر الله |  |
|                  | ملكوت هذه الأرض      | هدى بركات        |  |
|                  | يافا تعد قهوة الصباح | أنور حامد        |  |

| القائمة القصيرة |                     |                |  |
|                 |                     |                |  |
|                 | أنا، هي والأخريات   | جنى الحسن      |  |
|                 | ساق البامبو         | سعود السنعوسي  |  |
|                 | سعادته السيد الوزير | حسين الواد     |  |
|                 | القندس              | محمد حسن علوان |  |
|                 | مولانا              | إبراهيم عيسى   |  |
|                 | يا مريم             | سنان أنطون     |  |

|  | أعضاء لجنة التحكيم : بربارا ميخالك-بيكولسكا * | جلال أمين * | زاهية إسماعيل الصالحي * | صبحي البستاني * | علي فرزات |